# Совијано (Беневенто)
Совијано је насеље у Италији у округу Беневенто, региону Кампанија.
Према процени из 2011. у насељу је живело 30 становника. Насеље се налази на надморској висини од 162 м.